# Вотертаун (Јужна Дакота)
Вотертаун (енгл. Watertown) град је у америчкој савезној држави Јужна Дакота.

## Демографија
По попису из 2010. године број становника је 21.482, што је 1.245 (6,2%) становника више него 2000. године.
| Група             | 2000.          | 2010.          |
| Белци             | 19.384 (95,8%) | 20.206 (94,1%) |
| Афроамериканци    | 28 (0,1%)      | 81 (0,4%)      |
| Азијати           | 67 (0,3%)      | 108 (0,5%)     |
| Хиспаноамериканци | 259 (1,3%)     | 345 (1,6%)     |
| Укупно            | 20.237         | 21.482         |